# 2-Phenylhexan
2-Phenylhexan ist ein Kohlenwasserstoff aus der Gruppe der Alkylbenzole. In der Regel handelt es sich um ein 1:1-Gemisch aus zwei chemischen Verbindungen:
- (R)-2-Phenylhexan und
- (S)-2-Phenylhexan.

## Gewinnung und Darstellung
2-Phenylhexan kann durch Friedel-Crafts-Alkylierung von 1-Chlorhexan mit Benzol und Aluminiumtrichlorid gewonnen werden. Die Verbindung kann auch durch Reaktion von Benzol mit n-Hexan dargestellt werden.